# Test Turinga
Test Turinga – sposób określania zdolności maszyny do posługiwania się językiem naturalnym i pośrednio mającym dowodzić opanowania przez nią umiejętności myślenia w sposób podobny do ludzkiego. W 1950 roku Alan Turing zaproponował ten test w ramach badań nad stworzeniem sztucznej inteligencji – zamianę pełnego emocji i w jego pojęciu bezsensownego pytania Czy maszyny myślą? na pytanie lepiej zdefiniowane.
Test wygląda następująco: sędzia – człowiek – prowadzi rozmowę w języku naturalnym z pozostałymi stronami. Jeśli sędzia nie jest w stanie wiarygodnie określić, czy któraś ze stron jest maszyną czy człowiekiem, wtedy mówi się, że maszyna przeszła test. Zakłada się, że zarówno człowiek, jak i maszyna próbują przejść test zachowując się w sposób możliwie zbliżony do ludzkiego.
Test pochodzi od zabaw polegających na zgadywaniu płci osoby znajdującej się w innym pokoju przy pomocy serii pytań i odpowiedzi pisanych na kartkach papieru. W pierwotnym pomyśle Turinga człowiek musiał udawać przeciwną płeć, a test był ograniczony do pięciominutowej rozmowy. Dziś nie uważa się tych cech za podstawowe i zasadniczo nie umieszcza w specyfikacji testu Turinga.
Turing oczekiwał, że maszyny w końcu będą w stanie przejść ten test. Ocenił, że około roku 2000 maszyny z pamięcią o pojemności 109 bitów (około 119 MB) będą w stanie oszukać 30% sędziów w czasie pięciominutowego testu. Przewidywał również, że ludzie przestaną uważać frazę „myśląca maszyna” za wewnętrznie sprzeczną. Oceniał, że uczenie maszynowe nabierze dużego znaczenia w budowaniu wydajnych maszyn. To twierdzenie jest przez dzisiejszych badaczy sztucznej inteligencji oceniane jako zasadne.

## Próby przejścia testu
Proste programy konwersacyjne, takie jak ELIZA, były w stanie sprawić, że ludzie wierzyli, iż rozmawiają z żywym człowiekiem. Przykładem może być nieformalny eksperyment pod nazwą AOLiza. Jednak takie „sukcesy” nie są tym samym, co przejście testu Turinga. Człowiek w takiej rozmowie nie ma podstaw do podejrzeń, że nie rozmawia z innym człowiekiem. W prawdziwym teście Turinga przesłuchujący stara się aktywnie określić naturę rozmówcy. Udokumentowane przypadki dotyczą głównie środowisk typu IRC, gdzie rozmowy są wysoce nienaturalne i często spotyka się bezsensowne komentarze, odkrywające brak zrozumienia tematu. Dodatkowo wielu uczestników czatów posługuje się angielskim jako drugim lub trzecim językiem, co tylko zwiększa prawdopodobieństwo, że ocenią oni głupi komentarz programu konwersacyjnego jako coś, czego po prostu nie zrozumieli. Nie znają oni również w większości technologii botów i nie rozpoznają typowo nieludzkich błędów popełnianych przez takie programy (zob. efekt Elizy).
We wrześniu 2011 roku program CleverBot, stworzony przez Rollo Carpentera w 1988 roku i od tego czasu rozwijany, oszukał ponad 59,3% rozmówców, myślących, że jest on człowiekiem. Do zaliczenia testu Turinga zabrakło 4%, gdyż człowieka na tych samych zawodach rozpoznało prawidłowo 63,3% osób.
Nagroda Loebnera to doroczny konkurs wyznaczający najlepszych zawodników w teście Turinga.
W 2014 roku program udający 13-letniego Eugene’a Goostmana po kilkuminutowym czacie przekonał 1/3 sędziów, że jest człowiekiem.
W 2023 roku dziennikarka Celeste Biever napisała na łamach Nature, że ChatGPT złamał test Turinga. Z kolei naukowcy z Uniwersytetu Stanforda poinformowali w lutym 2024 roku, że ChatGPT „przeszedł rygorystyczny test Turinga, odbiegając od przeciętnego ludzkiego zachowania głównie po to, by być bardziej kooperatywnym”.

## Zastrzeżenia przewidziane przez Turinga
Alan Turing przewidział część zastrzeżeń osób, które zapoznają się z jego teorią. Były wśród nich między innymi:
- Zastrzeżenia typu teologicznego (człowiek jest jedyną istotą myślącą, ponieważ tak pragnął Bóg)
- Argument świadomości (dopóki maszyna nie będzie świadoma i nie będzie w stanie samodzielnie stworzyć dzieła sztuki nie możemy mówić o tym, że faktycznie myśli)
- Argument ciągłości w systemie nerwowym (maszyna nie naśladuje wystarczająco dobrze ludzkiego systemu nerwowego)

## Krytyka
Spory o to, czy test Turinga we właściwy sposób definiuje inteligencję maszynową (lub „myślenie maszynowe”), dotyczyły głównie trzech punktów:
- Maszyna, która przejdzie test Turinga, może być w stanie symulować ludzkie zachowanie konwersacyjne, lecz może to być znacznie mniej niż prawdziwa inteligencja. Maszyna może zwyczajnie używać sprytnie wymyślonych reguł. Częstą ripostą w społeczności zajmującej się badaniami nad sztuczną inteligencją jest zadanie pytania „A skąd wiemy, czy ludzie sami po prostu nie posługują się jakimiś sprytnie wymyślonymi regułami?”.
- Maszyna może być inteligentna, nie posiadając ludzkiej umiejętności prowadzenia rozmowy (zob. chiński pokój).
- Wielu ludzi mogłoby nie być w stanie zaliczyć takiego testu. Z drugiej strony inteligencję innych ludzi oceniamy zazwyczaj wyłącznie na podstawie tego, co i jak mówią.

Można wskazać jeszcze jedną wątpliwość dotyczącą testu Turinga:
W niektórych przypadkach, aby zaliczyć test, maszyna musiałaby symulować brak posiadanej wiedzy czy umiejętności. „Zdradzenie” się z taką wiedzą czy umiejętnościami powodowałoby, że nie zaliczy testu. Przykładem może być prośba o podanie wyniku działania matematycznego typu: 1234235 razy 2,23 (wynik: 2 752 344,05).